# Skuafjellet
Skuafjellet är ett berg i Antarktis. Det ligger i Östantarktis. Norge gör anspråk på området. Toppen på Skuafjellet är 537 meter över havet.
Terrängen runt Skuafjellet är platt åt nordost, men åt sydväst är den kuperad. Skuafjellet är den högsta punkten i trakten. Trakten är obefolkad. Det finns inga samhällen i närheten.